# Furazolidon
Furazolidon (łac. Furazolidonum) – lek przeciwbakteryjny, pochodna nitrofuranu. Działa bakteriobójczo wobec wielu szczepów bakterii, w tym na bakterie najczęściej wywołujące zakażenia jelitowe.

## Wskazania
- bakteryjne zakażenia jelit
- biegunki bakteryjne
- lamblioza
- zatrucia pokarmowe

## Przeciwwskazania
- nadwrażliwość na lek

Furazolidonu nie należy podawać noworodkom.

## Działania niepożądane
- brak apetytu
- nudności
- wymioty
- skórne odczyny alergiczne
- bóle i zawroty głowy
- obniżenie poziomu cukru we krwi
- spadek ciśnienia tętniczego podczas zmiany pozycji na pionową
- senność
- astma
- bóle mięśni
- zaburzenia funkcji wątroby
- zmiany w obrazie krwi

## Preparaty
- Furazolidon – zawiesina doustna 0,0034 g/ml

## Dawkowanie
Doustnie. Dawkę i częstotliwość stosowania leku ustala lekarz. Zwykle u osób dorosłych ok. 400 mg na dobę w 4 dawkach po 30 ml zawiesiny. Leczenie trwa 2–10 dni.